# Gabriel Merlino
Gabriel Merlino (* 1977) es un bandoneonista, compositor, arreglador y escritor argentino especializado en el género del tango.
Desde los 8 años comenzó a dar sus primeros pasos con el bandoneón, un Premier heredado de su abuelo, músico de orquesta en la época dorada del tango.
Estudió con Marcos Madrigal y Alejandro Barletta, y desde los 12 años comenzó a dedicarse profesionalmente a la música integrando formaciones de cámara, espectáculos de tango y logrando padrinazgos de grandes del instrumento como Leopoldo Federico y José Libertella del Sexteto Mayor. En 1995 forma su primera agrupación, Nuevo Siglo Tango, un cuarteto que fue pionero de los grupos de Tango Joven que renacían en la Argentina.
Con Nuevo Siglo realiza más de 800 conciertos entre 1996-2001, actuando en importantes salas del país y también en radios y televisión local (se convirtió en el primer bandoneonista en dictar cátedras de su instrumento por tv),e internacional.
Desde el 2002 llega el turno de su despegue internacional. Entre ese año y comienzos de 2007 realiza 14 giras internacionales, tocando en salas de Usa, Alemania, Francia, España, Holanda, Suiza, Bélgica y Austria. Merlino edita en 2005 "Bandoneon Dreams", un disco histórico para los bandoneonistas . Este registro es el primer CD de world music en bandoneón en la historia del instrumento, abarcando géneros tan disímiles como jazz, bolero, barroco, folclore, salsa, candombe y por supuesto tango, en standards y también composiciones propias. Según la crítica, Merlino ha abierto un nuevo panorama sobre el instrumento, como en su momento hicieron Jaco Pastorius con el bajo, o John Coltrane en el saxo, descubriendo nuevas formas y
tesituras.